# Keizō Obuchi
Keizō Obuchi (小渕恵三?, Obuchi Keizō; Nakanojō, 25 giugno 1937 – Tokyo, 14 maggio 2000) è stato un politico giapponese. Ha ricoperto l'incarico di Primo ministro del Giappone, dal 30 luglio 1998 al 5 aprile 2000.

## Biografia
Nato nella prefettura di Gunma, a tredici anni entra in un istituto scolastico privato a Tokyo. Nel 1958 si iscrive al corso di Letteratura Inglese nell'università di Waseda, sperando di poter diventare scrittore. Nello stesso anno tuttavia, alla morte di suo padre decide di seguire la sua stessa carriera e si iscrive a Scienze Politiche, laureandosi nel 1962. Nel 1963 decide di compiere un giro completo intorno al mondo, fermandosi nei luoghi dove trova qualche lavoro; nel corso di questa esperienza, durata nove mesi, tocca 38 Paesi e ha l'opportunità di conoscere Robert Kennedy.
Ispirato dal colloquio avuto con Kennedy, tornato in patria, il ventiseienne Obuchi si candida alla camera bassa e viene eletto diventando il più giovane deputato del Giappone. A partire dal 1979 ricopre vari incarichi ministeriali, ma guadagna l'onore delle cronache internazionali quando, alla morte dell'Imperatore Hirohito, come segretario generale annuncia pubblicamente l'era Heisei ("pace raggiunta") che contrassegna il regno del nuovo imperatore Akihito.
Nel 1991 viene nominato segretario del Partito Liberal Democratico, e nel 1994 vicepresidente. Nel 1997 è ministro degli Esteri, sotto la presidenza del consiglio Hashimoto, e si contraddistingue per la brillante conduzione dei negoziati con la Russia per le isole Curili, e per l'unificazione della Corea.
Nel 1998 Keizō Obuchi è finalmente primo ministro. Durante il suo mandato, si impegna particolarmente su due punti: la firma di un trattato di pace con la Russia e la ripresa dell'economia giapponese. A proposito di quest'ultima, l'unico provvedimento messo in atto da Obuchi è quello di aumentare la spesa pubblica, il che rallenta la recessione, ma solo per un breve periodo.
Il 1º aprile 2000 viene colpito da un ictus e muore il successivo 14 maggio. Viene onorato con funerali di stato al Nippon Budokan, che si svolgono l'8 giugno in presenza di molte personalità politiche straniere. La guida del governo viene presa il 5 aprile da Yoshirō Mori, ma il modo in cui le voci ufficiali evitano di commentare lo stato di salute di Obuchi mettono in cattiva luce il Partito Liberal Democratico e saranno oggetto di aspre contestazioni.
Sua figlia, Yūko, è stata ministro dell'economia dal 2012 al 2014.